# Gretchen Fraser
Gretchen Fraser (n. 11 februarie 1919, Tacoma, Washington, SUA – d. 17 februarie 1994, Sun Valley⁠(d), Idaho, SUA) a fost o schioară alpină ce a reprezentat Statele Unite ale Americii, medaliată olimpică. A participat la o ediție a Jocurilor Olimpice (1948) în care a câștigat o medalie de aur și o medalie de argint.